# 仙台市八木山動物公園
仙台市八木山動物公園（せんだいしやぎやまどうぶつこうえん）は、宮城県仙台市太白区にある仙台市立の動物園。開園は1965年（昭和40年）。仙台市都心部を見下ろす八木山に位置する。当園の向かい側には遊園地の八木山ベニーランドがあり、また仙台城址などがある青葉山へは、八木山橋を渡ってすぐである。2018年（平成30年）時点での飼育動物の数は130種581点である。
2020年4月より仙台市に本店を置く百貨店の藤崎が命名権を取得しており「八木山動物公園 フジサキの杜」（やぎやまどうぶつこうえん ふじさきのもり）の愛称が使用されている。

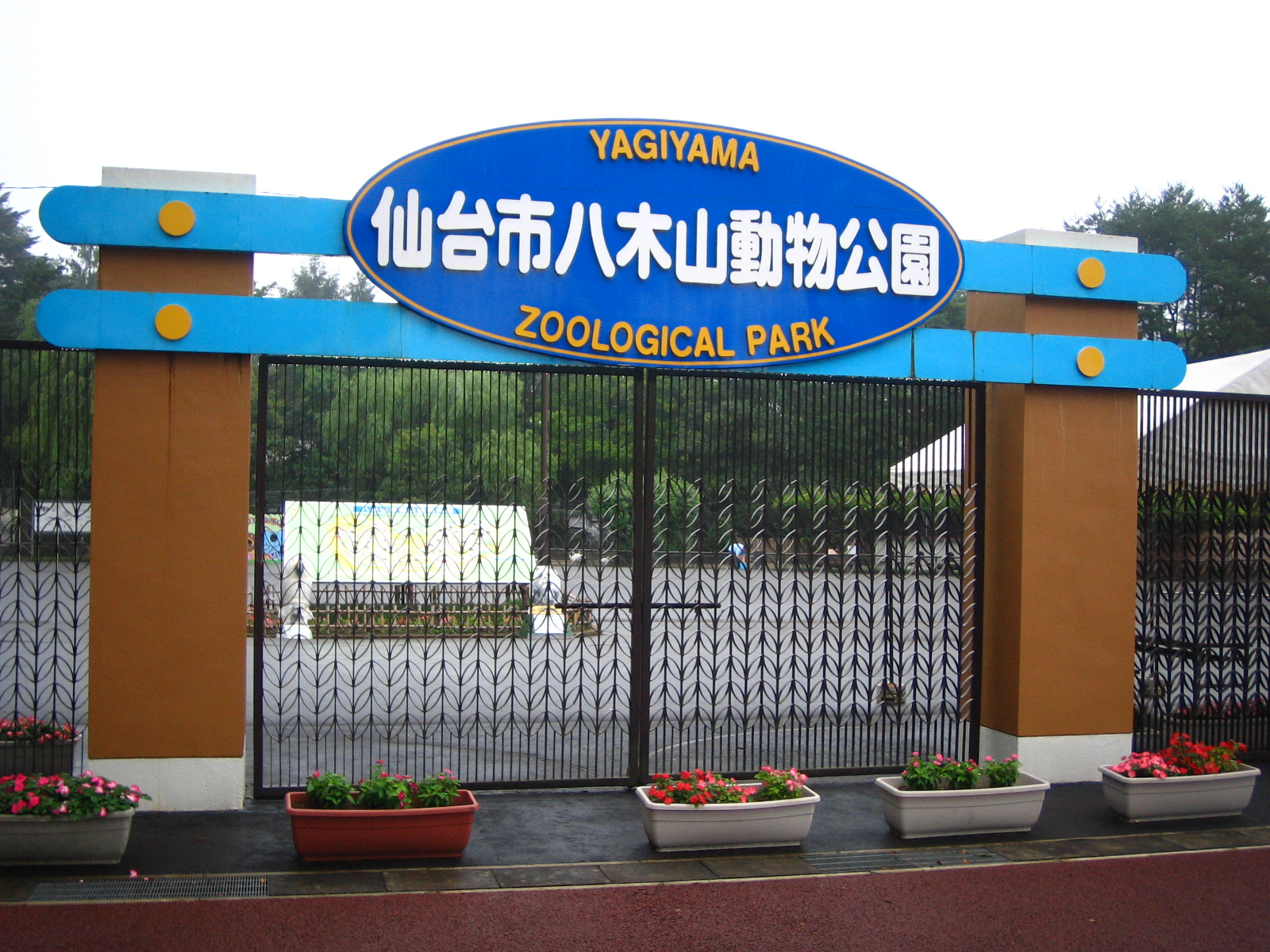
八木山動物公園時代の東門（2007年9月）

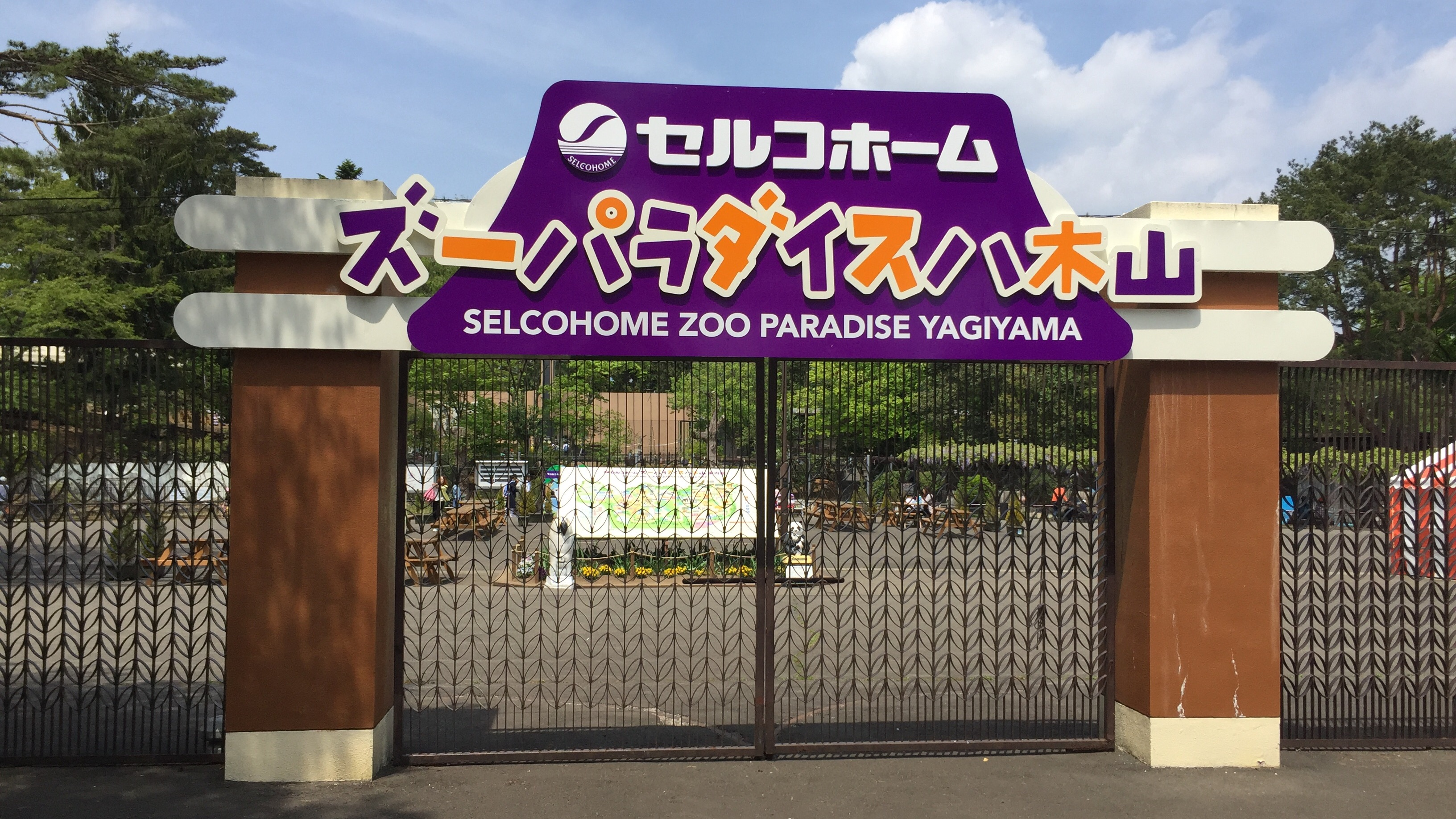
セルコホーム ズーパラダイス八木山時代の東門（2017年5月）

## 歴史
仙台市八木山動物公園が開園したのは1965年（昭和40年）だが、それ以前に仙台市には「仙台市動物園」や「子供動物園（三居沢動物園）」があった。
仙台市動物園が開園したのは1936年（昭和11年）4月である。東北地方で初、日本で11番目の動物園だった。動物園の場所は広瀬川河畔の花壇地区で、現在の花壇自動車大学校から仙台花壇団地にかけてである。園の面積は2万6881平方メートル（8,146坪）であった。
仙台市は、ちょうど前年に廃業した東京浅草の花やしきからゾウやライオン、トラ、クロヒョウ、カンガルー、サルなど35種約100点の動物を購入し、ラクダやハイエナ、エミュー、ニシキヘビなど87種約200点の動物を各方面から買い足した。さらに、市民の寄付によってライオンやクマ、オットセイなどが加わり、これらが動物園の飼育動物となった。動物園の新設にあたり、仙台市は上野動物園の園長古賀忠道に指導を受けた。仙台市動物園の運営は仙台市電気水道事業部の管轄だった。仙台市電気水道事業部は仙台市電を運営しており、この動物園の設置は恒常的な市電への集客策でもあった。観覧料は大人15銭、子供5銭、軍人10銭で、1936年（昭和11年）の来場者は36万7000人を越えた。
1941年（昭和16年）に太平洋戦争が始まり、ドーリットル空襲によって日本本土空襲の危機感が強まると、1943年（昭和18年）10月以降、第三次防空法や都市疎開実施要綱により空襲から子供や文物を守る疎開が推進され、その一方で都市に不必要なものは廃止する動きが生まれた。そのため、空襲の混乱の中で園から猛獣が脱走する危険性があること、園の広大な敷地を食料増産のために使用すべきことなどを指摘した意見書が仙台市会で1944年（昭和18年）3月2日に採択された。仙台市動物園の猛獣は銃殺され（戦時猛獣処分）、5月19日に慰霊祭が執り行われた。その後、空いた動物舎は豚舎に改造され食用ブタの飼育が始まり、花壇や通路では蔬菜類の栽培が行われた。猛獣以外はまだ飼育されていたため動物園は開園し続けたが、入園者の減少により同年9月1日には表門を閉じ、希望者には事務所脇の通用門から一律1人5銭で入園させるようになった。1945年（昭和20年）7月10日の仙台空襲で園は焼失し、そのまま再建されなかった。
戦後の占領期が終わってしばらくたった1957年（昭和32年）、仙台市電八幡町線の終点からほど近い三居沢に子供動物園が開園した。この子供動物園には、飼育動物としてシカ、ヒツジ、ヤギ、キツネ、タヌキ、ヤマアラシ、ウサギ、クジャク、フクロウ、ホロホロチョウ、シチメンチョウなどがいた。レオと名付けられたライオンがいて、人気者だったという。動物の他に、電車や自動車を模した子供用の遊具があり、子供動物園は家族連れが楽しめる場所だった。
しかし、次第に動物の数が増えるにつれ、子供動物園は手狭となり、新しい動物園が望まれるようになった。仙台市は1962年（昭和37年）に再び上野動物園の古賀を招いて新設動物園に関する調査を依頼した。新設動物園の設置場所として、三居沢、川内追廻、八木山が検討され、日照や植物環境などの飼育条件が整っていて、また広い敷地が確保できる八木山が新動物園の最適地と判断された。新たに動物園を建設するにあたって、「自然を出来るだけ残す」「無柵放養式」の二つの方針が打ち立てられ、また園内の動物区画として、アジア地区、アメリカ地区、アフリカ地区、オーストラリア地区の4区が計画された。そして、まずアジア地区動物区の完成をもって、1965年（昭和40年）10月25日に仙台市八木山動物公園は開園した。この時の飼育動物は、子供動物園から継承されたものと、新しく買い入れられたもの、上野動物園などの他の動物園から贈られたもの、あわせて90種350点だった。開園当日は7万人の観覧者が訪れたという。その後、サル山などの日本動物区や、八木山球場跡地にアフリカ生態園が新設されるなど、園内の整備が段階的に進められた。
なお、三居沢にあった子供動物園の跡地には1967年（昭和42年）に三居沢交通公園が開園した。
命名権の契約により、2017年（平成29年）4月より2019年（令和元年）6月3日までは「セルコホーム　ズーパラダイス八木山」の愛称が使用されていた。

### 八木山球場とベーブ・ルース
現在のアフリカ園の場所は八木山球場の跡地である。売店が本塁側、そこから南に扇形に広がった野球場の外形を今も航空写真からうかがい知ることができる。
球場は1929年（昭和4年）に開場し、1934年（昭和9年）11月9日には日米野球が開催され、7-0で全米チームが勝利している。この試合では、ベーブ・ルースが来日初ホームランを記録した。外野スタンドがあった場所には、ベーブ・ルースの銅像が建っている。

### 年表
- 1936年（昭和11年）4月1日、日本11番目の動物園「仙台市動物園」として開園（仙台市花壇、北緯38度15分9.9秒 東経140度51分44.1秒）[12]。
- 1944年（昭和19年）9月1日、閉鎖[12]。
- 1945年（昭和20年）7月10日、仙台空襲で被災し、廃止[12]。
- 1957年（昭和32年）10月25日、三居沢に「子供動物園」が開園（仙台市荒巻字三居沢、北緯38度15分58.5秒 東経140度50分29秒）[12]。
- 1962年（昭和37年）、川内追廻に自然動物園として拡充移転する計画が、住民の反対により頓挫。
- 1963年（昭和38年）、アジアゾウの「トシコ」が、閉鎖された大阪府堺市の動物園から来園。

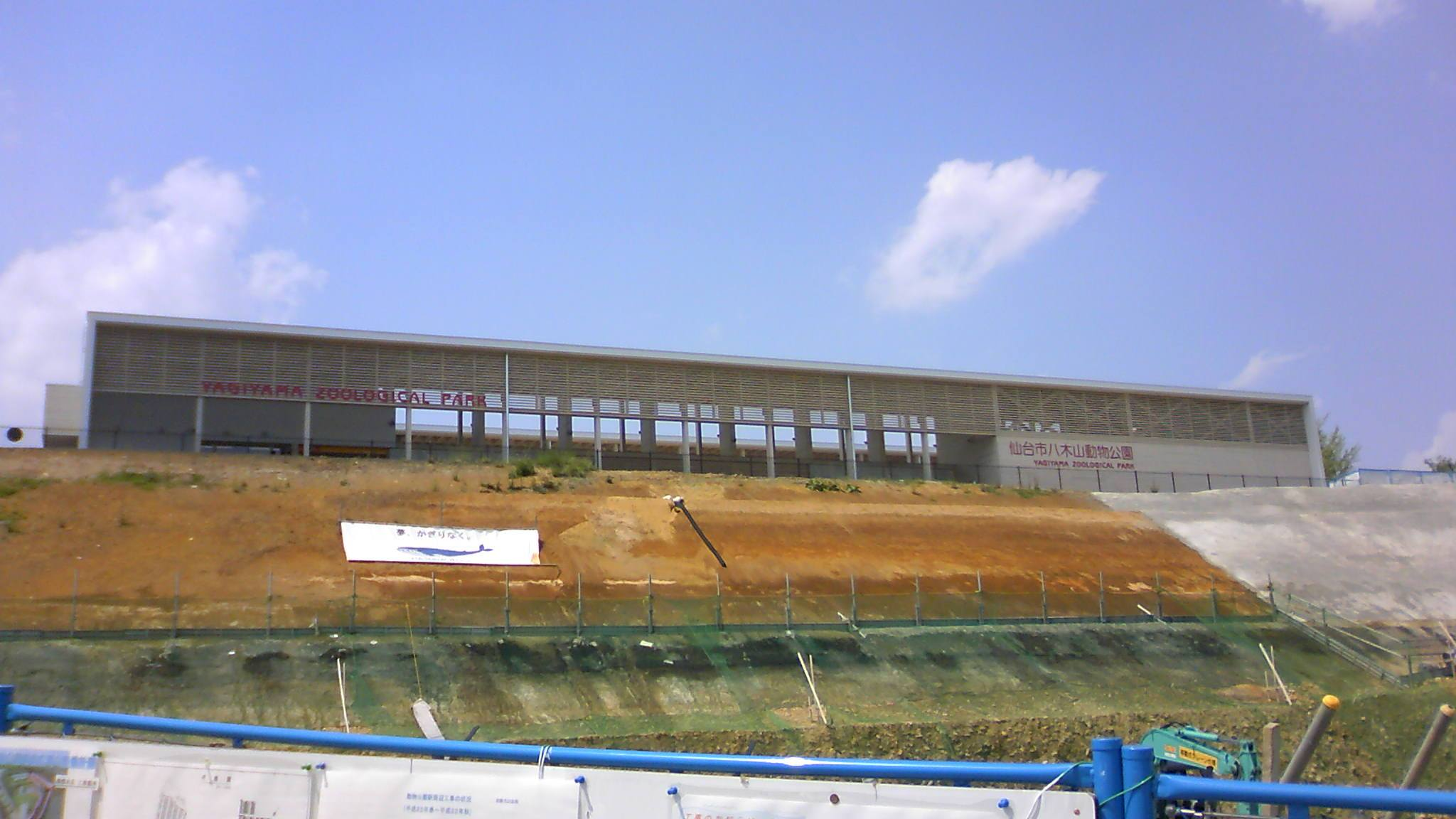
ビジターセンター（2010年5月）

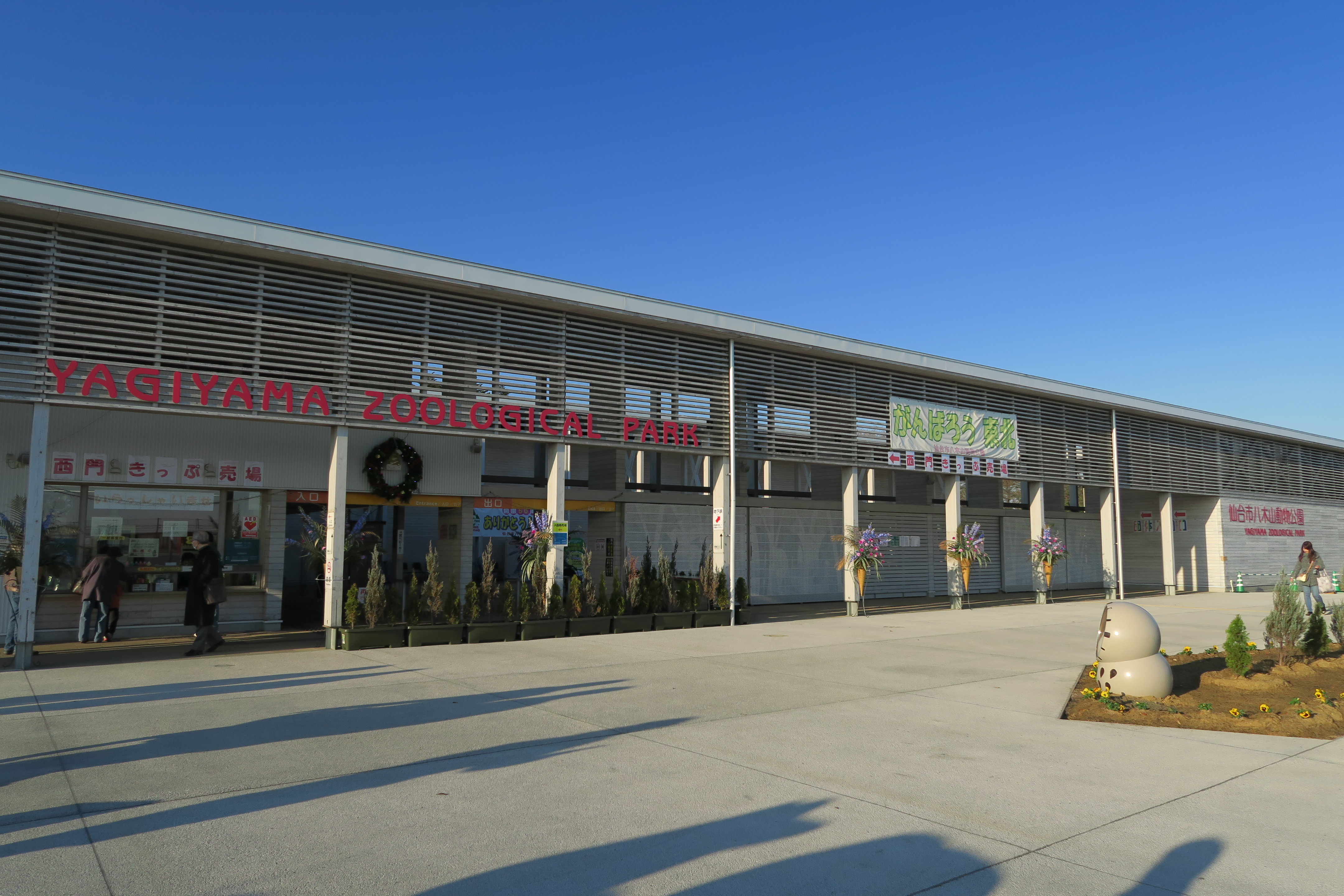
西門（2015年12月）

- 1965年（昭和40年）10月15日、「仙台市八木山動物公園」として新築移転（仙台市八木山、北緯38度14分39.6秒 東経140度50分39.4秒）[12]。建設費1億4千万円をかけて、第1期分の約5万m2が開園[13]。
- 1967年（昭和42年）4月、サル山、フライングケージが完成[12]。
- 1968年（昭和43年）、インドジャッカルの国内初の繁殖に成功する。
- 1969年（昭和44年）
  - 10月、アフリカ生態園が完成[12]。
  - 松島パークホテル焼失の影響で隣接地にあった松島動物園も閉鎖され、同園の動物が当園に引き渡された。
- 1971年（昭和46年）、国内で初めてアフリカスイギュウ、カナダガンの繁殖に成功する。
- 1980年（昭和55年）、国内で初めてマゼランガンの繁殖に成功する。
- 1981年（昭和56年）、国内で初めてフクロウの繁殖に成功する。
- 1982年（昭和57年）、国内で初めてハワイガンの繁殖に成功する。
- 1983年（昭和58年）
  - 11月、国際保護鳥シジュウカラガンの飼育開始[12]。
  - 国内で初めてアカダイショウの繁殖に成功する。
- 1984年（昭和59年）、国内で初めてコロンビアクジャクガメの繁殖に成功する。
- 1985年（昭和60年）
  - 10月、第1回シジュウカラガン放鳥、以後毎年放鳥を実施[12]。
  - 国内で初めてチョウゲンボウの繁殖に成功する。
- 1986年（昭和61年）、国内で初めてトウホクアカシカの繁殖に成功する。
- 1988年（昭和63年）、国内で初めてオオタカの繁殖に成功する。
- 1989年（平成元年）、国内で初めてニホンイヌワシ、ノスリの繁殖に成功する。
- 1990年（平成2年）
  - 8月、アフリカゾウ来園[12]。
  - 国内で初めてトッケイヤモリの繁殖に成功する。
- 1992年（平成4年）
  - 3月、新猛禽舎が完成[12]。
  - 6月、動物病院が完成[12]。
  - 国内で初めてチャイロバシリスクの繁殖に成功する。
- 1999年（平成11年）6月、アフリカ平原放飼場をリニューアル[12]。
- 2002年（平成14年）7月、猛獣舎リニューアル[12]。
- 2005年（平成17年）3月、カメハウスが完成[12]。
- 2008年（平成20年）5月、マダガスカル国立チンバザザ動植物公園との協力協定締結[12]。
- 2010年（平成22年）3月、南門出入口を兼ねたビジターセンターがオープン[12]。
- 2011年（平成23年）
  - 3月11日、東北地方太平洋沖地震（東日本大震災）が発生。
  - 3月12日、震災の影響により一時閉園[12]。
  - 4月23日、再開園[12]。新動物病院完成[12]。
- 2015年（平成27年） 
  - 正門を東門、南門を西門に改称。
  - 12月6日 -  仙台市地下鉄東西線開業、八木山動物公園駅と直結。
- 2016年（平成28年）- チンパンジーのチャチャが脱走するが捕獲される。
- 2017年（平成29年）
  - 4月1日 - セルコホームと3年間の命名権契約を締結。愛称が「セルコホーム　ズーパラダイス八木山」になる[14][15][16]。
- 2019年（令和元年）
  - 6月3日 - セルコホームの従業員が登米市職員を巡る贈収賄事件への関与の疑いで逮捕されたことを機に、命名権契約の解除を申し出たことを受け、仙台市は契約を解除[17]。「セルコホーム ズーパラダイス八木山」の愛称は、6月4日以降は使用しない[17]。なお、命名権の契約期間は2020年（令和2年）3月まででセルコホームは既に命名権料を仙台市に支払っているが、仙台市からセルコホームへの返金は生じない[17]。契約解除に伴う、愛称を記した看板の撤去などの原状回復の費用は、命名権契約の定めによりセルコホームが負担する[17]。
- 2020年（令和2年）
  - 2月8日 - 藤崎が新たな命名権の優先交渉者に決定した[18]。
  - 4月1日 - 藤崎と3年間の命名権契約を締結。愛称が「八木山動物公園 フジサキの杜」になる[19]。
- 2021年（令和3年）
  - 1月24日 -ホッキョクグマ「ナナ」が肝臓がんで死去[20]。
- 2024年（令和6年）
  - 11月4日 - は虫類館が閉館[21]。

## 入園者数

### 年度別
1960年度の八木山への移転により入園者数（6歳未満を除く）は著増した。無料で入園できる6歳未満を1978年度より計上することになり、統計的には著増した。同年度の63万5059人をもって過去最多入園者数と紹介する例が見られるが、前年までと統計的に連続性がないためそうとは言い切れない。1990年度より月曜休園が始まり、総入園者数が減少した。2002年度の「どこでもパスポート」、2009年度の「年間パスポート」の導入により同年度は増加したが、長続きしなかった。
以下に年度別入園者数の推移を示す。マウスポインタを棒グラフの各要素に合わせると、該当年度の数値がポップアップする。
- 入園者数（6歳未満除く）
- 総入園者数

### 比率
以下に2014年度（平成26年度）の入園者の属性による比率を示す。
| 2014年度の入園者（491,805人）の有料・無料比率 有料：281,698人 (57.3%) 無料：210,107人 (42.7%) | 2014年度の入園者（491,805人）の入場料区分比率 一般：290,509人 (59.1%) 小・中学生：74,179人 (15.1%) 乳幼児：127,117人 (25.8%) | 2014年度の団体有料入園者（25,896人）の地域別比率 宮城県（仙台市除く） ： 9,729人 (37.6%) 仙台市 ： 6,813人 (26.3%) 福島県 ： 4,324人 (16.7%) 山形県 ： 2,798人 (10.8%) 岩手県 ： 1,767人 (6.8%) 秋田県 ： 276人 (1.1%) 青森県 ： 124人 (0.5%) その他 ： 65人 (0.3%) |

## 放送番組
- 八木山ZooKAN（ミヤギテレビ『OH!バンデス』）
- こんにちは八木山動物公園（エフエムたいはく『ほっとすて〜しょん』） - 隔週で地底の森ミュージアムの「地底の森だより」と仙台市野草園の「野草園花見頃」を交互に放送。
- 八木山動物公園タイム（J:COM 仙台キャベツ）

## チンパンジーの脱走事件
2016年4月14日、オスのチンパンジー、チャチャが動物園を脱走し、市内に逃走した。宮城県警が出動し、周辺住民に対し外出を規制するに至った。その後住宅街の電柱を登っているところを発見され、東北電力の高所作業車の作業床から獣医が麻酔銃を発射し命中させた。怒り狂ったチンパンジーが獣医に飛びかかろうとしたが、距離が離れていたため難を逃れた。その後麻酔薬が利いて、チンパンジーは落下したところを捕獲された。どのように動物園を逃走したのかは解明できなかったが、この事件の後、園は4000万円の費用を掛けて、チンパンジーが滑って登れない強化ガラスの壁を設置し、展示施設と観覧スペースの距離をチンパンジーの跳躍力以上の6メートルに広げ、2017年1月に公開を再開した。

## アクセス
- 鉄道：仙台市地下鉄東西線・八木山動物公園駅5階と直結。仙台駅から当駅までは12分。
- バス：「八木山動物公園駅」「八木山動物公園東門前」下車。
- 車：一般車両は100円/30分（最初の30分まで無料、上限500円）。バスは1,000円/回。